# Circonscription de Tebela
La circonscription de Tebela est une des 121 circonscriptions législatives de l'État fédéré des nations, nationalités et peuples du Sud, elle se situe dans la Zone Wolaita. Son représentant actuel est Fasika Jebo Ololo.